# CJ7 - O Brinquedo Mágico
CJ7 (chinês tradicional: 長江七號; chinês simplificado: 长江七号; pinyin: Cháng Jiāng qī hào; cantonês Yale: Cheung gong chat hou) é um filme de 2008 de ficção científica/comédia de Hong Kong co-escrito, co-produzido, estrelado e dirigido por Stephen Chow. Ele foi lançado em 31 de janeiro de 2008 em Hong Kong. Ele também foi lançado em 14 de março nos Estados Unidos.

## História
Ti Chow (Stephen Chow) é um pobre operário que trabalha na construção civil. Ele mora em uma casa parcialmente destruída com o seu filho Dicky (Xu Jiao). Chow está ansioso para economizar dinheiro para que ele possa manter seu filho na escola privada, para garantindo que a vida do garoto será melhor no futuro. No entanto, Dicky é muitas vezes intimidado por outras crianças e seu professor (principalmente devido à sua condição humilde), e normalmente ele encontra conforto com uma jovem professora, a Senhorita Yuen. 
Um dia, enquanto em uma loja de brinquedos, Dicky implora seu pai para lhe comprar um brinquedo robótico em forma de cachorro bem popular no lugar chamado CJ1. Novamente, Dicky encontra conforto com Senhorita Yuen, que está passando. Naquela noite, Chow visita um ferro-velho onde ele muitas vezes pega eletrodomésticos e roupas para Dicky. Ele encontra uma estranha esfera verde e leva o objeto para casa, dizendo para Dicky que é um brinquedo novo, melhor do que o robô que o garoto viu anteriormente. Dicky está hesitante no início, mas aceita ficar com o brinquedo. Na noite seguinte, o objeto se transforma em uma criatura alienígena em forma de cachorro que se torna amigo de pelúcia de Dicky. Depois de se divertir, ele nomeia o brinquedo de "CJ7" e, em seguida adormece. Ele sonha que o brinquedo irá ajudá-lo a ganhar popularidade e boas notas na escola, o dando poderes e atuando como um cachorro mágico (parodiando filmes anteriores de Stephen Chow, o Shaolin Soccer e Kung Fu Hustle). Estimulado pelo seu sonho, Dicky leva CJ7 para a escola na manhã seguinte, mas ele recebe um zero no seu exame e é humilhado durante a educação física, por ficar sujo com as fezes do brinquedo. Frustrado, Dicky tenta matar CJ7 o jogando na lata de lixo, mas percebe seu erro e, posteriormente, se reconcilia com ele. No dia seguinte, por causa de seu animal de estimação incomum, Dicky começa a fazer novos amigos na escola, mesmo com algumas brigas. No entanto, quando seu pai descobre que ele mentiu sobre o seu mau resultado do exame, tira CJ7 de Dick, alegando que com a presença de CJ7 o garoto nunca tirará boas notas na escola.
Mais tarde, enquanto Chow está trabalhando em um arranha-céu seu pé fica preso em uma corda ligada a um tanque de oxigênio. O tanque é derrubado do edifício, puxando Chow junto com ele. Mais tarde, ele morre em um hospital, e a Sra. Yuen fica encarregada de informar a Dicky o falecimento de Chow, explicando o que aconteceu. O garoto não aceita a possibilidade de perder o pai e expulsa a professora de sua casa. Chorando, ele diz para si mesmo que seu pai nunca iria deixa-lo sozinho e vai aparecer dormindo quando ele acordar.
No hospital, CJ7, usa seus poderes sobrenaturais, revive Chow e o transporta para casa. Na manhã seguinte, Dicky vê o pai dormindo, e chorando de felicidade, promete a Chow que ele nunca vai desistir na escola ou da vida. O custo da ajuda de CJ7 a Chow é alto, pois o brinquedo morre exausto. Enquanto Dicky seu animal de estimação para ressuscitar, o seu bloco de notas abre em uma página inacabada e um lápis escreve uma mensagem (presumivelmente de CJ7): continue com o seu trabalho escolar. Como havia previsto o conselho, as coisas voltam ao normal, com Chow tentando flertar com a Sra. Yuen (com pouco sucesso), e Dicky segue sua vida brincando com seus amigos de escola. Mas numa tarde calma, um OVNI aparece nas proximidades e vemos correr centenas de CJ7s, de todas as cores e variedades.

## Elenco
- Stephen Chow como Chow Ti
- Kitty Zhang Yuqi como Ms. Yuen
- Lam Chi Chung como The Boss
- Xu Jiao como Dicky Chow
- Lee Sheung Ching como Mr. Cao

## Prêmios e indicações
28º Hong Kong Film Award
- Melhor filme
- Melhor ator coadjuvante (Stephen Chow)
- Melhor atuação de um ator novato (Xu Jiao)
- Melhores efeitos visuais (Eddy Wong, Victor Wong e Ken Law)